# Kolbenturnierhelm

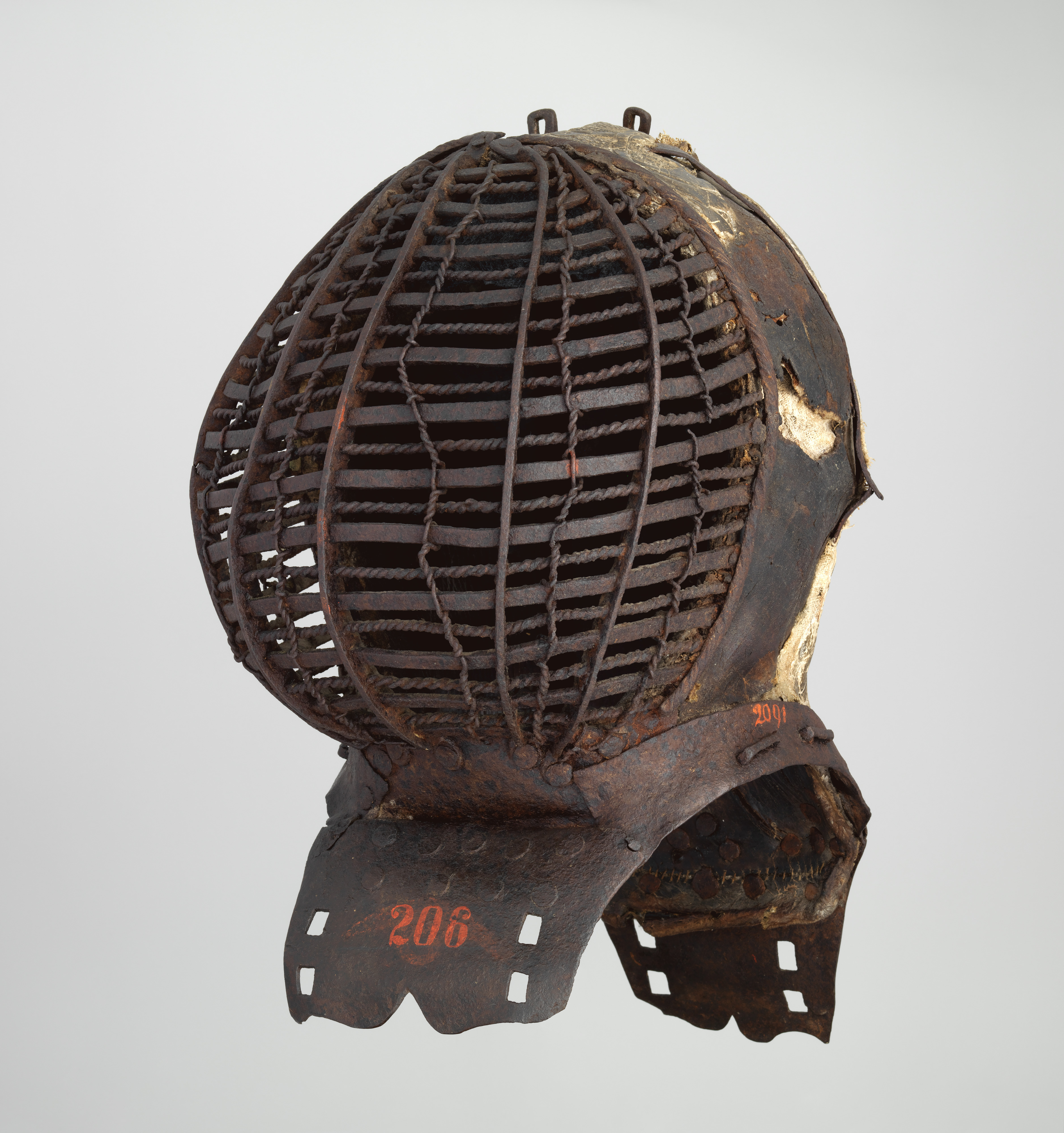
Deutscher Kolbenturnierhelm um 1450–1500 (Metropolitan Museum of Art)

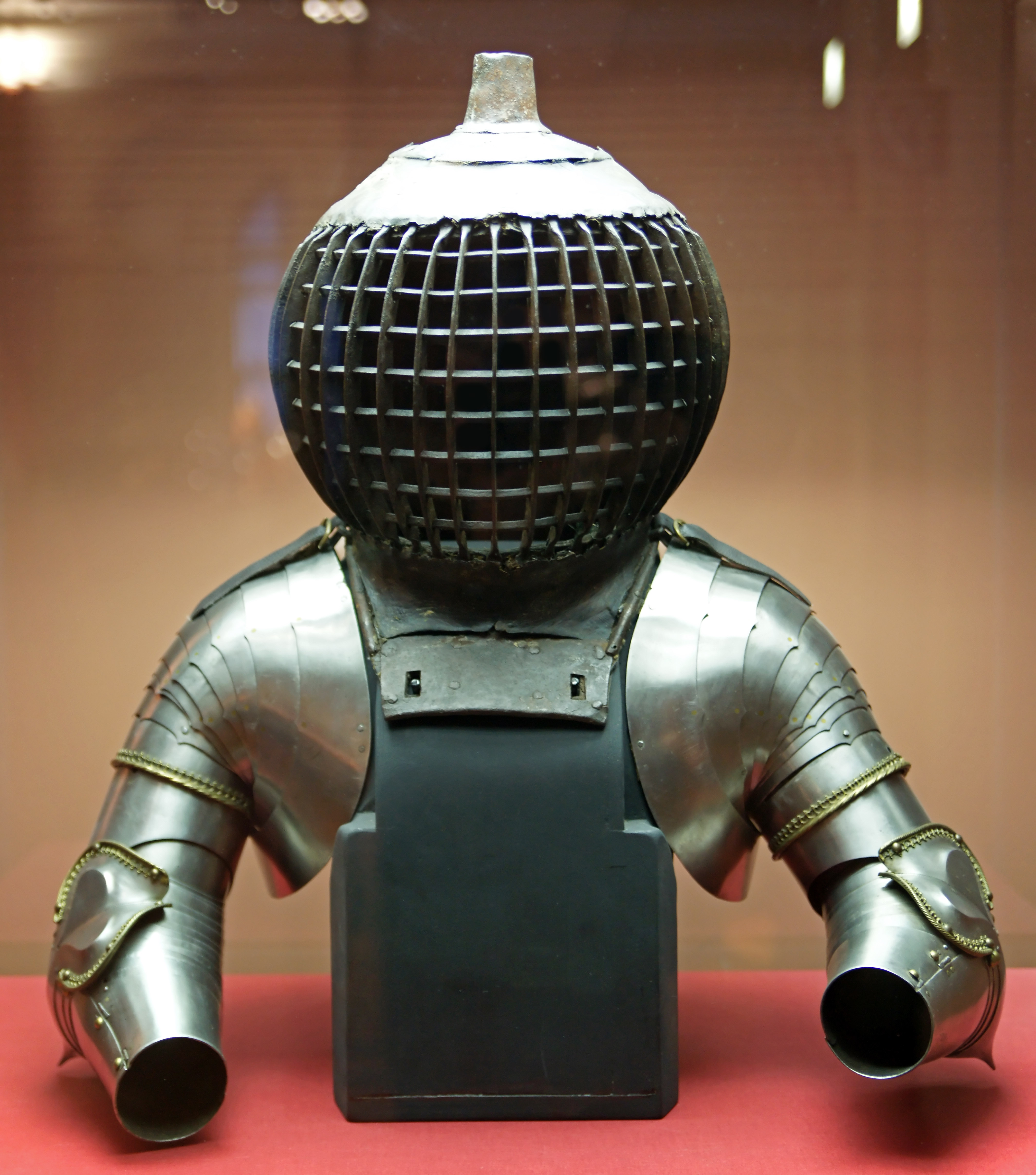
Kolbenturnierrüstung der 1480er Jahre

Als Kolbenturnierhelm, in der Heraldik auch Bügel- oder Spangenhelm genannt (allerdings nicht mit dem spätantiken Spangenhelm zu verwechseln), wird ein im 15. und frühen 16. Jahrhundert gebräuchlicher Turnierhelm mit großer, kugelförmiger Glocke und vergittertem Gesichtsfeld bezeichnet. In einer späteren Entwicklung ist die Helmglocke aus Gewichtsersparnisgründen aus gepresstem Leder. Bekannt ist auch der Escuffa, der als Helmverstärkung eingesetzt wurde.
Dieser zu den Varianten der Beckenhaube zählende Helmtypus kam als spezieller Kopfschutz für das beim Adel beliebte Kolbenturnier auf. Hierbei musste dem Gegner mit einem hölzernen Streitkolben die Helmzier abgeschlagen werden. Unter Friedrich III. wurde der Kolbenturnierhelm zum Wappensymbol erhoben, dessen Verwendung in Abgrenzung zum bürgerlichen Stechhelm ursprünglich dem Adel vorbehalten bleiben sollte. Um die Wende zum 16. Jahrhundert verlor das Kolbenturnier seine Bedeutung, so dass der hierzu getragene Helm nur noch eine heraldische Funktion als Wappensymbol und Funeralhelm erfüllte.

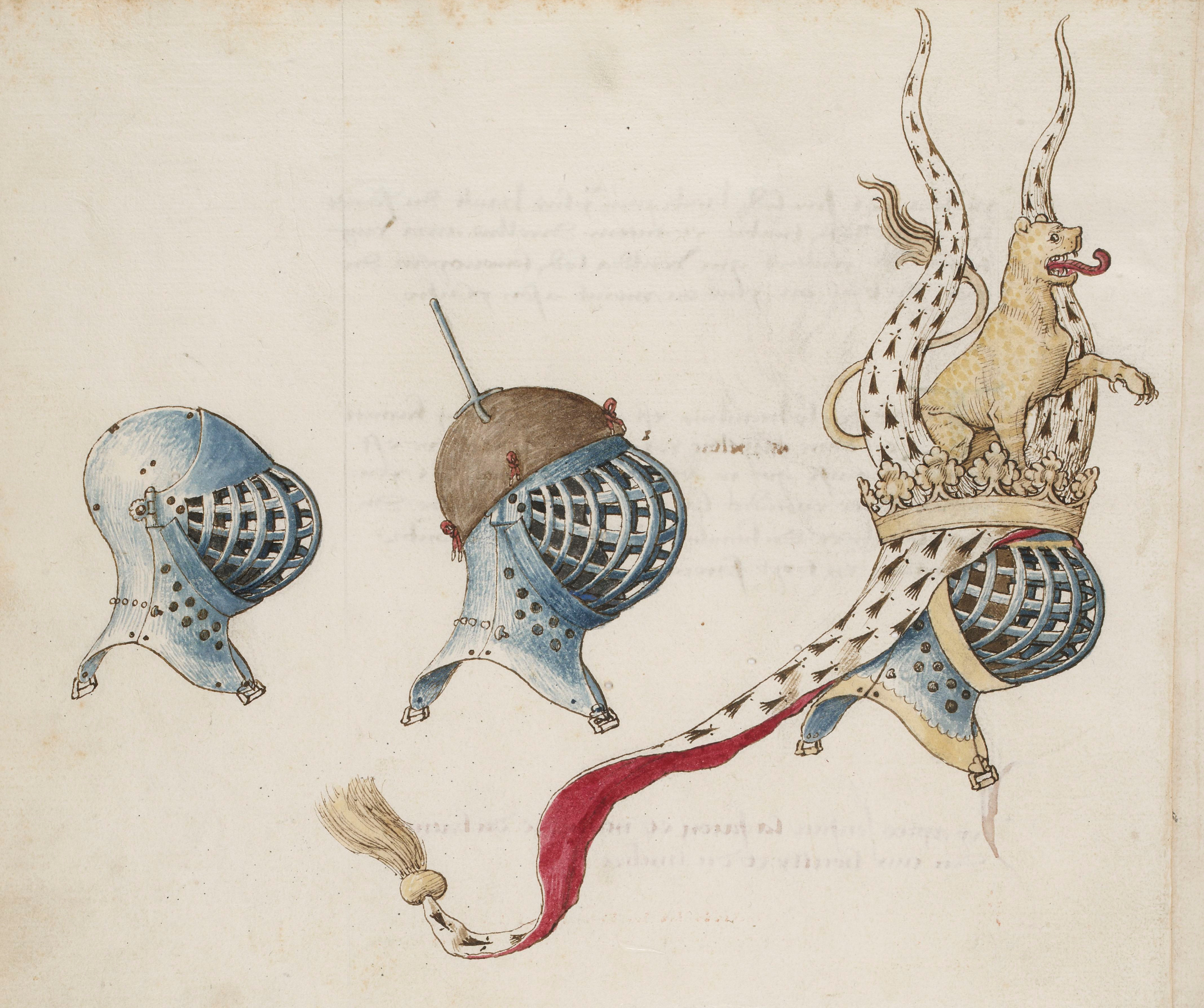
Historische Darstellung des 15. Jahrhunderts von Barthélemy d’Eyck
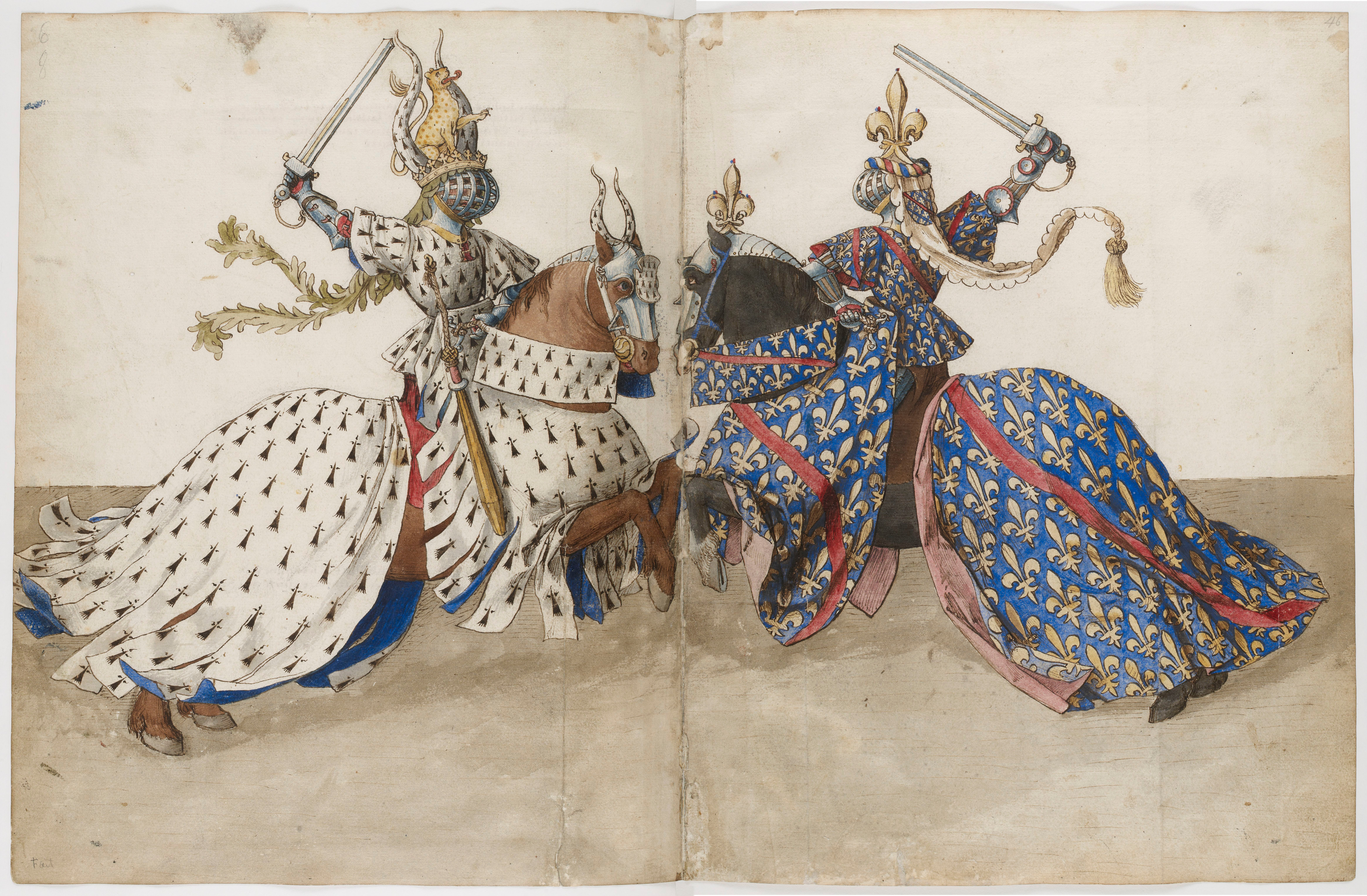
Zwei Herzoge mit Kolbenturnierhelmen während eines Kolbenturniers, Darstellung von Barthélemy d’Eyck
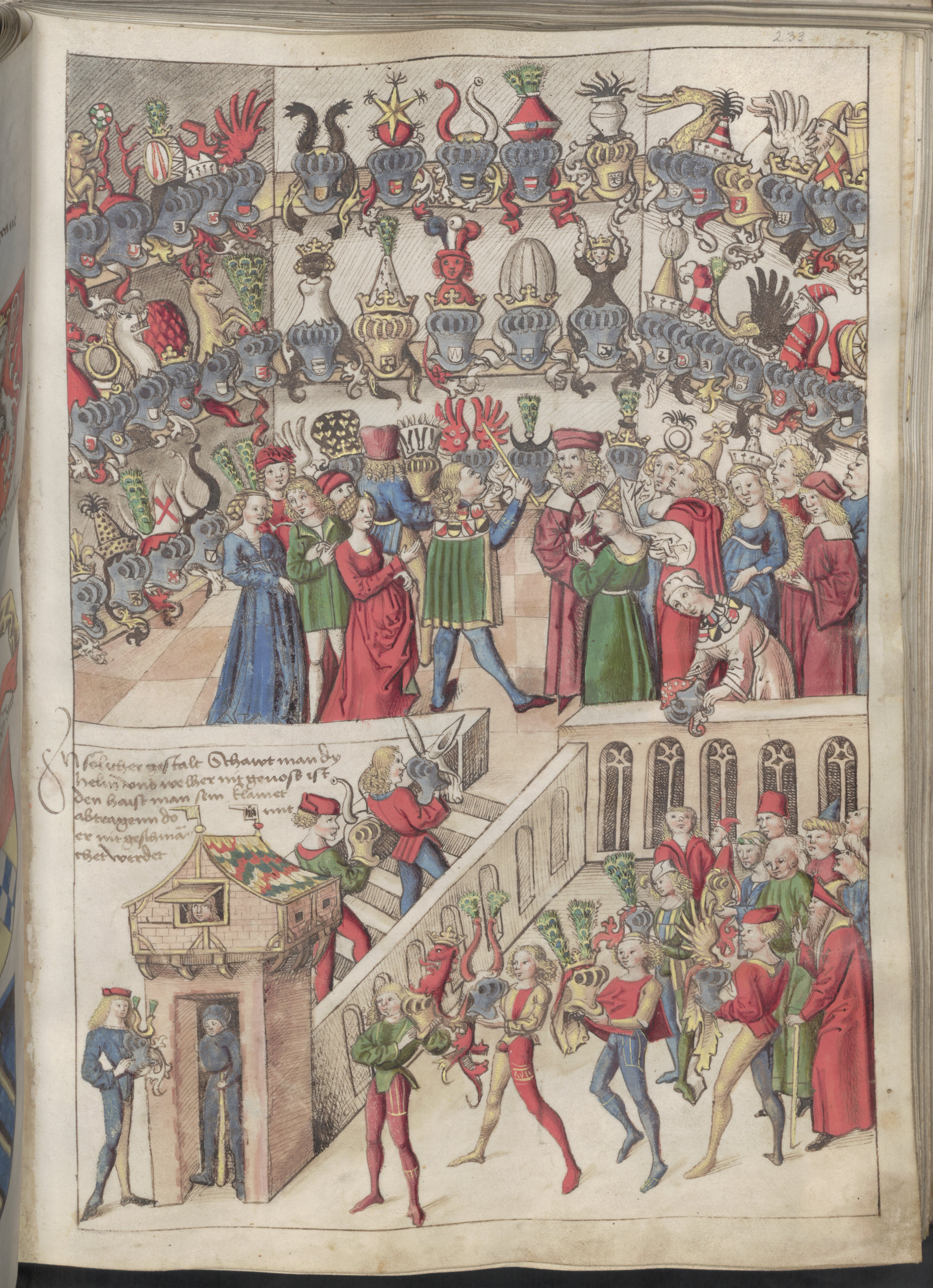
Helmschau von Kolbenturnierhelmen im 15. Jahrhundert aus dem Wappenbuch von Conrad Grünenberg
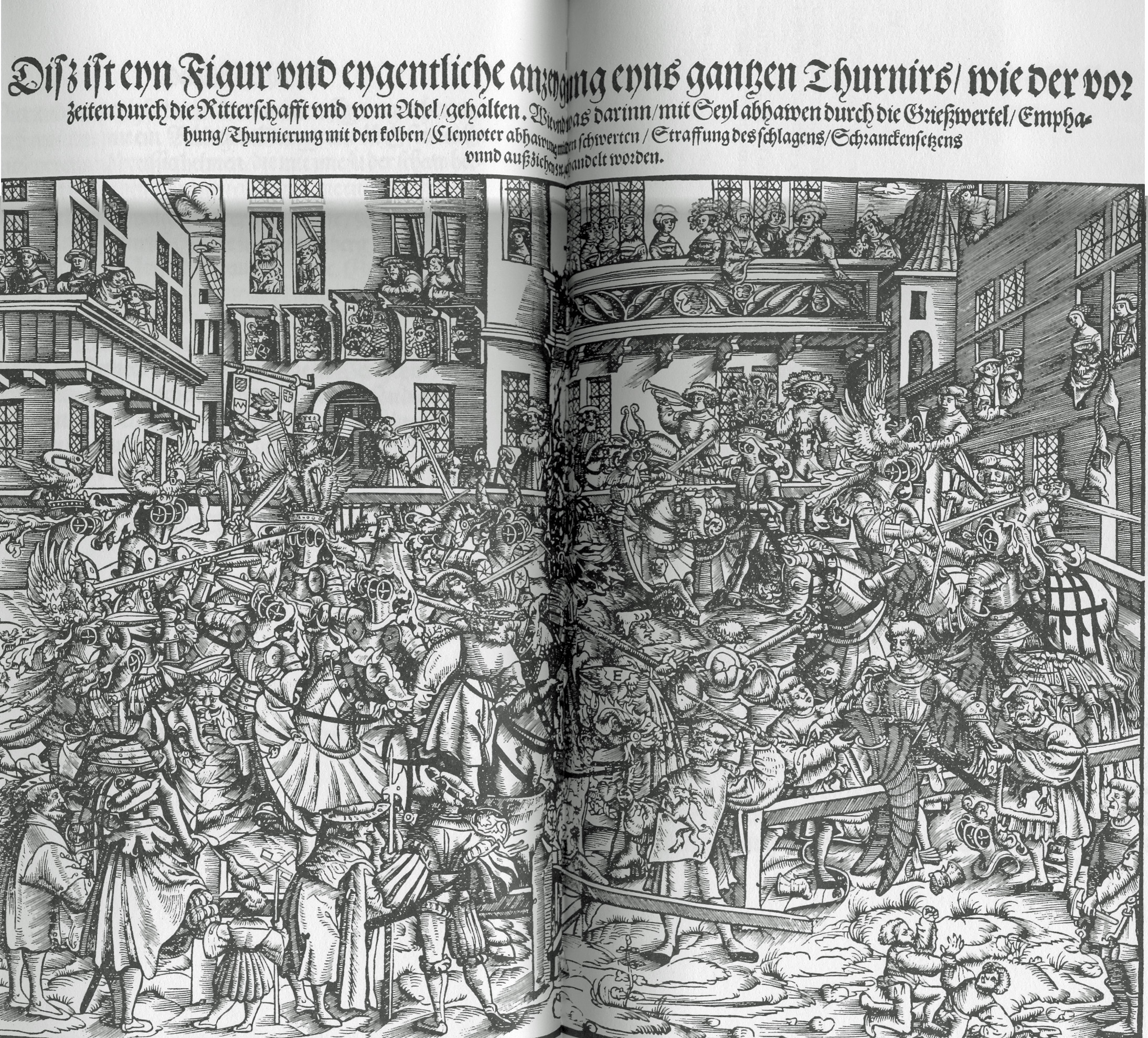
Kolbenturnier in Georg Rüxners ThurnierBuch – Von Anfang, Vrsachen, vrsprung, vnd herkommen der Thurnier im heyligen Römischen Reich Teutscher Nation von 1530
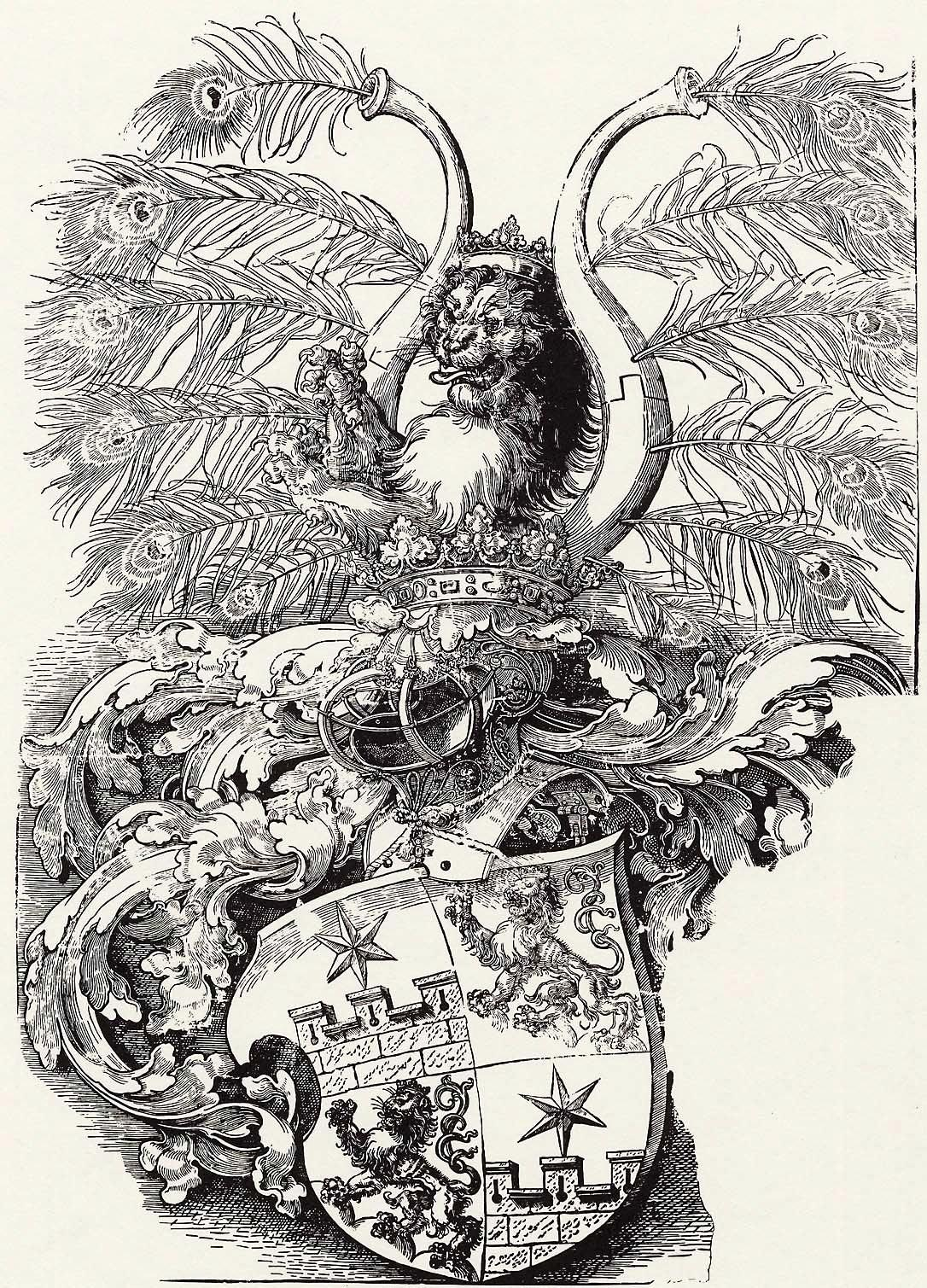
Albrecht Dürer um 1520: Wappen der Herren von Rogendorf, mit Bügelhelm